# Сонохта
Сонохта — река в России, протекает по Рыбинскому району Ярославской области. Устье реки находится на 2693-м км правого берега реки Волги, на северной окраине посёлка Песочное. Длина реки — 18 км, площадь водосборного бассейна — 82,9 км².

## Течение

Безымянный приток Сонохты ниже трассы Ярославль — Рыбинск

Река Сонохта начинается двумя ручьями в болоте к северу от посёлка и железнодорожной платформы Пиняги, ручьи текут в лесной болотистой местности параллельно в северном направлении, несколько отклоняясь к востоку и соединяются к юго востоку от деревни Ламаницы. После слияния река обозначается на карте как Сонохта. Далее река поворачивает на север к деревне Мартьяновское, выше которой в реку впадает справа не названный на карте ручей. После этого река выходит на открытую местность. Далее река течёт на север к бывшей деревне Фурстово, теперь включённой в село Панфилово, в неё впадает слева река Сечора. Фурстово находится на стрелке при слиянии этих рек. Сразу за Фурстовым река протекает через село Панфилово. На левом берегу находится основная часть села, часть села на правом берегу ранее была деревней Знамово. Далее река протекает через посёлок Октябрьский. Основная часть посёлка на левом берегу. Она выстроена на месте бывшей деревни Кнутовка. Правобережная часть Октябрьского ранее была деревней Обрезково. На восточной окраине посёлка река пересекает автомобильную дорогу Р151 Рыбинск — Тутаев. Далее река протекает между деревнями Андреевское (слева) и Ильинское (справа), за ними в реку впадает справа безымянный приток. Высота уровня воды в этом месте 110 м. Далее протекает мимо деревни Березники и впадает в Волгу у водозабора посёлка Песочное.
Валуны в устье Сонохты внесены в Перечень особо охраняемых природных территорий Ярославской области.
В устье Сонохты в 1934—1935 годах П. Н. Третьяковым были произведены раскопки городища Березняки IV—V веков, названного по близлежащей деревне.
Граница Рыбинского и Романово-Борисоглебского уездов проходила по реке Сонохта.

## Данные водного реестра
По данным государственного водного реестра России относится к Верхневолжскому бассейновому округу, водохозяйственный участок реки — Волга от Рыбинского гидроузла до города Кострома, без реки Кострома от истока до водомерного поста у деревни Исады, речной подбассейн реки — Волга ниже Рыбинского водохранилища до впадения Оки. Речной бассейн реки — (Верхняя) Волга до Куйбышевского водохранилища (без бассейна Оки).
Код водного объекта в государственном водном реестре — 08010300212110000010446.

## Сечора
Левый приток реки Сонохта, источник в лесу южнее деревни Ламанцы. Течёт преимущественно на север. Протекает через деревню Новое и в деревне Фурстово впадает справа в реку Сонохта.

## Упоминания в культуре
В романе Фёдора Сологуба «Заклинательница змей», Сонохта — название провинциального города с железнодорожной станцией, откуда фабрикант Горелов едет по реке на дачу, расположенную около кирпичного и фарфорового завода. Кирпичный и широко известный фарфоровый завод Кузнецова издавна был в устье реки Сонохты — Песочном. Ближайшая к Песочному железнодорожная станция — Рыбинск и в те времена наиболее удобный путь из Рыбинска в Песочное был на пароходе. Автор романа, вероятно, не желая давать конкретных адресов, перенёс название реки, протекавшей у фарфорового завода, на город.